# Vlag van Colombia
De vlag van Colombia werd bij wet aangenomen op 26 november 1861. De vlag bestaat uit drie horizontale banen in de kleuren geel, blauw en rood. De gele baan is even groot als de blauwe en rode samen.

## Symboliek en ontwerp
De horizontale strepen (van boven naar beneden) van gele, blauwe en rode driekleur hebben een verhouding van 2:1:1. Samen met die van Ecuador, ook afgeleid van de vlag van Groot-Colombia, verschilt deze vlag van de meeste andere driekleurige vlaggen, verticaal of horizontaal, doordat de strepen niet even groot zijn. (Venezuela, wiens vlag ook is afgeleid van dezelfde bron, koos voor een meer conventionele driekleur met gelijke strepen).
De officiële kleuren zijn nog niet wettelijk vastgelegd. Het Colombiaanse Olympisch Comité heeft de volgende kleuren goedgekeurd voor de Olympische Zomerspelen 2012:
| Kleurenschema | Geel                 | Blauw               | Rood                 |
| ------------- | -------------------- | ------------------- | -------------------- |
| Pantone       | 116                  | 287                 | 186                  |
| RGB           | 252-209-22 (#FCD116) | 0-56-147 (#003893)  | 206-17-38 (#CE1126)  |
| CMYK          | C0-M17.1-Y91.3-K0    | C100-M61.9-Y0-K42.4 | C0-M91.7-Y81.6-K19.2 |

Volgens de huidige interpretatie vertegenwoordigen de kleuren:
- ■ Geel: Vertegenwoordigt de rijkdom van het land, de rijkdom van de Colombiaanse bodem, het goud, soevereiniteit, harmonie, rechtvaardigheid en landbouw, maar ook de zon, de bron van licht.
- ■ Blauw: Vertegenwoordigt de lucht boven Colombia, de zeeën aan de kust en de rivieren die er doorheen stromen.
- ■ Rood: Staat voor het bloed dat is vergoten voor de onafhankelijkheid van Colombia en ook voor de inspanningen van het Colombiaanse volk, hun vastberadenheid en doorzettingsvermogen. Het staat voor het feit dat hoewel het Colombiaanse volk ooit heeft geworsteld, het sindsdien is gegroeid.

De kleuren van de vlag hebben andere voorstellingen, zoals blauw voor loyaliteit en waakzaamheid, rood voor de overwinning van de gevechten voor Colombiaanse onafhankelijkheid en geel voor soevereiniteit en rechtvaardigheid.
De drie kleuren van de vlag gaan terug tot 1810 en hebben hun oorsprong in de strijd tegen de Spanjaarden, toen de Venezolaanse generaal Francisco de Miranda een geel-blauw-rode vlag in gebruik nam. Deze vlag symboliseert de Atlantische Oceaan (de blauwe band), die tussen Spanje (rood, verwijst ook naar de Spaanse terreur) en de Nieuwe Wereld (geel) ligt en daarmee de onafhankelijkheid van de voormalige Spaanse kolonies. Deze kleuren werden in 1819 de kleuren van de door Simón Bolívar gestichte republiek Groot-Colombia, een federatie van het huidige Colombia (inclusief het huidige Panama) met Venezuela en Ecuador die in 1830 ten onder ging. Sindsdien gebruiken Colombia, Venezuela en Ecuador alle drie een geel-blauw-rode vlag; Colombia de vlag van het oude Groot-Colombia.
|  |  |

## Geschiedenis

### Oorsprong van de vlag
| Vexillologisch symbool voor een uit beschrijvingen of afbeeldingen gereconstrueerde vlag | Vexillologisch symbool voor een uit beschrijvingen of afbeeldingen gereconstrueerde vlag | Vexillologisch symbool voor een buiten gebruik gestelde vlag |

De vlag van Colombia is gebaseerd op de chromatische compositie die in 1801 werd gecreëerd door de Venezolaanse generaal Francisco de Miranda, voorloper van de Latijns-Amerikaanse onafhankelijkheid. Hij wapperde voor het eerst een vlag bestaande uit de primaire kleuren tijdens zijn tweede expeditie vanuit New York op 12 maart 1806 op de mast van de Engelse brik Leander in Jacmel, Haïti, op weg naar de mislukte invasie van de haven van Coro.
Het arrangement in geel, blauw en rood werd in 1811 door Miranda, samen met Lino de Clemente en José Sata y Bussy, voorgelegd aan het Venezolaanse Congres om te worden aangenomen als het nationale insigne van dat land. Dit laatste staat nu bekend als de Bandera Madre omdat het de oorsprong is van de nationale kleuren van Groot-Colombia, waarvan de opvolgende landen (Colombia, Ecuador en Venezuela) hun insignes hebben geërfd.
Er zijn veel theorieën en legendes die proberen te verklaren waarom Miranda in 1801 de kleuren geel, blauw en rood koos voor zijn insigne. Een ervan is gebaseerd op een brief die een gesprek beschrijft dat de generaal had met de Duitse geleerde Johann Wolfgang von Goethe over zijn boek De Kleurenleer van Goethe, tijdens een feestje in de stad Weimar in 1785:
Eerst legde hij me uit hoe de iris licht omzet in de drie primaire kleuren, daarna liet hij me zien waarom geel de warmste, edelste en meest nabije kleur van het licht is, waarom blauw die mengeling van opwinding en sereniteit is, een afstandelijkheid die schaduwen oproept, en waarom rood de verheffing van geel en blauw is, de synthese, het vervagen van licht in schaduw.
Het is niet zo dat de wereld bestaat uit geel, blauw en rood. Het is dat alle mensen haar zo zien, als een oneindige combinatie van die drie kleuren. [...]

Een land begint met een naam en een vlag en wordt die, zoals een man een bestemming vervult.— Francisco de Miranda

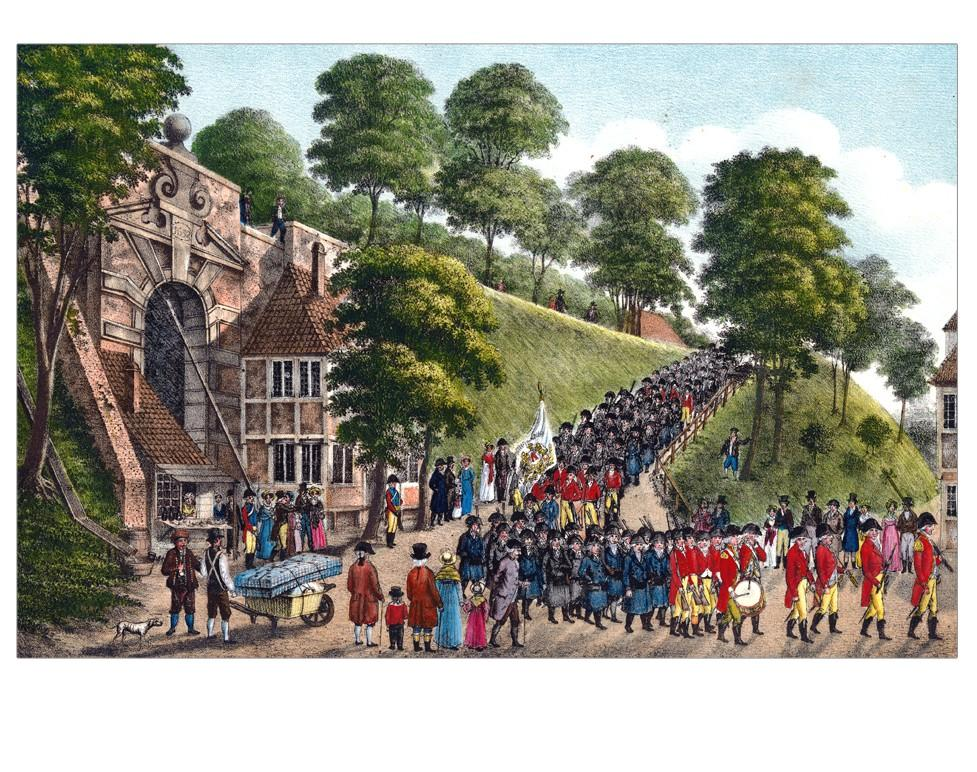
De kleuren van de uniformen van de Hamburgse Bürgerwache, die varieerden van donkerblauw tot rood met geel, waren mogelijk een inspiratie voor Miranda.

Vroege wapens van Christoffel Columbus, een andere mogelijke inspiratiebron voor Miranda.

Een andere hypothese stelt dat Miranda, nadat hij een jaar in Rusland had gewoond, zich door de Russische vlag liet inspireren om de Venezolaanse vlag te creëren, waarbij hij het wit van sneeuw en kou verving door het geel van warmte en tropen. Een andere versie suggereert dat Miranda deze drie kleuren gebruikte als teken van dankbaarheid aan zijn vriendin, keizerin Catharina II van Rusland (andere bronnen zeggen de Zweedse Christina Hall), die hem inspireerde tot het geel voor de blondheid van haar haar, het blauw voor de kleur van haar ogen en het rood voor de intensiteit van haar lippen.
Een andere theorie stelt dat hij misschien geïnspireerd was door het vaandel van de Hamburgse stadswacht (Hamburger Bürgerwache), terwijl een andere veronderstelt dat hij geïnspireerd was door het originele wapen van Columbus, dat de rode, gele en blauwe emails droeg, aangezien de generaal een groot student en bewonderaar van de zeevaarder was.
In verschillende documenten van de generaal, waaronder zijn militaire dagboek en zijn werk Colombeia, staat dat hij van plan was om voor Colombia (de naam die hij aan Hispano-Amerika gaf) een vlag te gebruiken waarvan de kleuren rood, geel en blauw waren, in die volgorde, de overheersende kleuren van de regenboog. Het idee om deze emailles op de vlag te gebruiken is ook gedocumenteerd in zijn plan uit 1801 voor de bouw van een leger voor de bevrijding van Amerika, dat hij bij de Britse regering indiende en waarin hij opriep tot tien vlaggen waarvan de kleuren rood, geel en blauw zouden zijn, in die volgorde, de overheersende kleuren van de regenboog. Het idee om deze emailles op de vlag te gebruiken is ook gedocumenteerd in zijn plan uit 1801 voor het bouwen van een leger om Amerika te bevrijden, dat hij indiende bij de Britse regering en waarin hij opriep tot tien vlaggen met de kleuren rood, geel en blauw in drie zones.
Deze beschrijving van tinten, die in zijn persoonlijke werk terugkomen als de kleuren van de regenboog, maakt het aannemelijk dat hij ooit zo'n paviljoen heeft gebruikt. Ondanks deze woorden van Miranda werd de configuratie van de kleuren op onverklaarbare wijze door hem veranderd in geel, blauw en rood. Het is niet zeker waarom of wanneer deze verandering plaatsvond, maar het is wel zeker dat deze indeling in 1811 door Venezuela werd overgenomen en vervolgens door Groot-Colombia.

### Vlaggen van emancipatie
Het duurde even voordat de Mirandino driekleur het nationale insigne van Nieuw-Granada (nu Colombia) werd. De belangrijkste reden is dat in de tijd van de Amerikaanse emancipatie, veel van de provincies die deel uitmaakten van het Viceroyalty van Nieuw-Granada zichzelf onafhankelijk verklaarden van Spanje en kleine staten vormden, en om zich te onderscheiden van de anderen, nam elk zijn eigen insigne aan.
| Vexillologisch symbool voor een buiten gebruik gestelde vlag | Vexillologisch symbool voor een buiten gebruik gestelde vlag | Vexillologisch symbool voor een buiten gebruik gestelde vlag | Vexillologisch symbool voor een buiten gebruik gestelde vlag |

Het eerste bekende embleem van de neo-Granadische emancipatiebeweging is het embleem dat tegenwoordig dienst doet als vlag van Bogota; de eerste beschrijving werd gegeven in het Diario Político de Santa Fe de Bogotá in de editie van 7 september 1810:
Op 21 (juli) waren er al linten zichtbaar op de hoeden met de woorden "Viva la Junta Suprema de Santa Fe de Bogotá" (Lang leve de Hoge Junta van Santa Fe de Bogotá). Het insigne van de zang is een rood met geel lint aan de linkerarm. De vice-president draagt een sjerp in dezelfde kleuren. Het was hoog tijd dat er een Nationale Escarapela werd afgekondigd en dat elke burger en elke provincie die bij elkaar kwam het insigne van de vrijheid zou dragen. Een tweekleurig lint, half geel en half rood, op de hoeden, zou het handigst en eenvoudigst zijn.
De oorsprong van de kleuren is vermoedelijk die Spanje gebruikte als nationale kleuren, omdat de patriotten van Bogota - hoewel ze autonomie wilden - nog steeds binnen het rijk van het Spaanse koninkrijk wilden blijven. Omdat het de eerste kleuren waren die tijdens de Colombiaanse emancipatie in Nieuw-Granada werden gebruikt, dienden de academici Enrique Ortega Ricaurte en Guillermo Hernández de Alba in 1952 een document in om ze door het gemeentebestuur te laten adopteren als de vlag van Bogotá, wat werd bekrachtigd met decreet 555 van dat jaar.
De eerste vlag die echt representatief was voor het concept van een soeverein thuisland was de vlag die werd aangenomen door de Confederatiesteden van Valle del Cauca (Anserma, Buga, Cali, Caloto, Iscuandé, Popayán en Toro). Tijdens een vergadering op 26 juli 1811 in Popayán werd een lichtblauw en wit insigne met een zilveren rand verordend als het symbool van deze steden. Er werden geen afmetingen of verhoudingen van welke aard dan ook gespecificeerd, zodat degene die het insigne maakte vrij was om elke maat te nemen die hij wilde; het decreet maakte ook een fout, aangezien zilver en wit in de heraldiek dezelfde kleur hebben. Ter gelegenheid van de vijftigste verjaardag van de creatie werd deze vlag opnieuw aangenomen door het departement Valle del Cauca bij verordening nr. 146 van 31 december 1960.
Cartagena creëerde de tweede vlag van de neo-Graanse emancipatiestrijd. De spreuk, in rood, geel en groen in concentrische vierkanten met een witte ster in het midden, werd vermoedelijk gemaakt op 17 november 1811 samen met het wapen van de stad en formeel officieel gemaakt op 21 januari 1812. Het is echter bekend dat de patriotten van Cartagena tijdens de bewegingen die plaatsvonden op 11 november witte en groene cockades gebruikten. Het belang van de vierhoekige vlag ligt in het feit dat het de eerste vlag was die door het Neo-Graanse leger werd gebruikt in verschillende veldslagen, zowel te landen als ter zee, en dat het ook de vlag was die door Atanasio Girardot werd gevoerd op het moment van zijn dood op de heuvel Bárbula, tijdens de Bewonderingswaardige Veldtocht. Vanwege het historische belang van deze vlag en vanwege de unie die ze omvatte onder de naam van de Vrijstaat Cartagena, wordt deze vlag sinds het begin van de 20e eeuw gebruikt door de steden Cartagena, Barranquilla, El Carmen de Bolívar en Malambo.
Een andere provincie die een vlag afkondigde was die van Cundinamarca, die op 7 augustus 1813 de kleuren lichtblauw, bruingeel en felrood invoerde. De vlag werd ontworpen door Antonio Nariño, een centralistische leider en belangrijkste tegenstander van het federalisme in Nieuw-Granada. Het lijkt erop dat Nariño zich baseerde op de kleuren van de vlag van Bogotá, die al werd gebruikt in de beweging van 21 juli 1810, en het hemelsblauw aan de bovenkant toevoegde. Andere bronnen suggereren dat Nariño als vlag voor Cundinamarca mogelijk dezelfde vlag gebruikte als de voorloper van de Amerikaanse vrijheid, Francisco de Miranda. Sinds 5 augustus 1886 is de blauwe, gele en rode driekleur de vlag van het departement Cundinamarca.

### Eerste nationale vlag
Tussen 1810 en 1812 verenigden de provincies die niet onder Spaanse koloniale bescherming wilden blijven zich om de eerste republiek in de nationale geschiedenis van Colombia te vormen, die officieel de Verenigde Provinciën van Nieuw-Granada heette en waarvan Tunja de hoofdstad was. De vorming hiervan leidde tot een botsing van ideeën met de centralisten, die de staat Cundinamarca hadden gevormd met als hoofdstad Santafé de Bogota. Dit leidde tot de eerste burgeroorlog in de Colombiaanse geschiedenis, die uiteindelijk leidde tot de annexatie van Cundinamarca door de Verenigde Provincies.
Nadat ze een zekere stabiliteit hadden bereikt, kwamen de vertegenwoordigers van elk van de regio's die deel uitmaakten van de federatie in 1814 bijeen in het Congres om enkele afspraken te maken over verschillende zaken van nationaal belang, waaronder het vastleggen van de emblemen die gebruikt moesten worden om de jonge republiek ten opzichte van de anderen te identificeren. Tijdens dat congres namen de Verenigde Provincies als nationale vlag de vlag aan die in 1811 door de stad Cartagena de Indias werd gevoerd en die kan worden erkend als de eerste nationale vlag:
Wet van 26 april 1814

Het Congres van de Verenigde Provincies van Nieuw-Granada [...] besluit:
Dat het, op verzoek van de regering van Cartagena, voorlopig de vlag aanneemt die momenteel in gebruik is in die haven, bestaande uit drie concentrische vierhoeken; de eerste, buitenste, rood, de tweede geel en de derde groen, met een achtpuntige ster of spaken in het midden.

| Vexillologisch symbool voor een buiten gebruik gestelde vlag | Vexillologisch symbool voor een buiten gebruik gestelde vlag |

Deze vlag werd blijkbaar op 14 juli 1815 vervangen door een vlag met drie horizontale strepen van gelijke grootte, maar met dezelfde kleuren, waarvan de bovenste geel, de middelste groen en de onderste rood is. Deze bepaling is afgeleid uit de wet die die dag werd gedicteerd, waarin het nationale wapen van die tijd werd geregeld en volledig werd beschreven, wat in een van de paragrafen werd vermeld:
Omwikkeld met drie banden van goud, sinople en gules, de kleuren van de nationale vlag en het paviljoen.
Het is niet duidelijk of dit decreet de verandering teweegbracht, maar het is mogelijk dat een versie met horizontale strepen werd gedragen door de Neo-Granadijnse troepen, onder bevel van generaal Francisco de Paula Santander, in de gevechten van Pantano de Vargas en Puente de Boyacá in 1819.

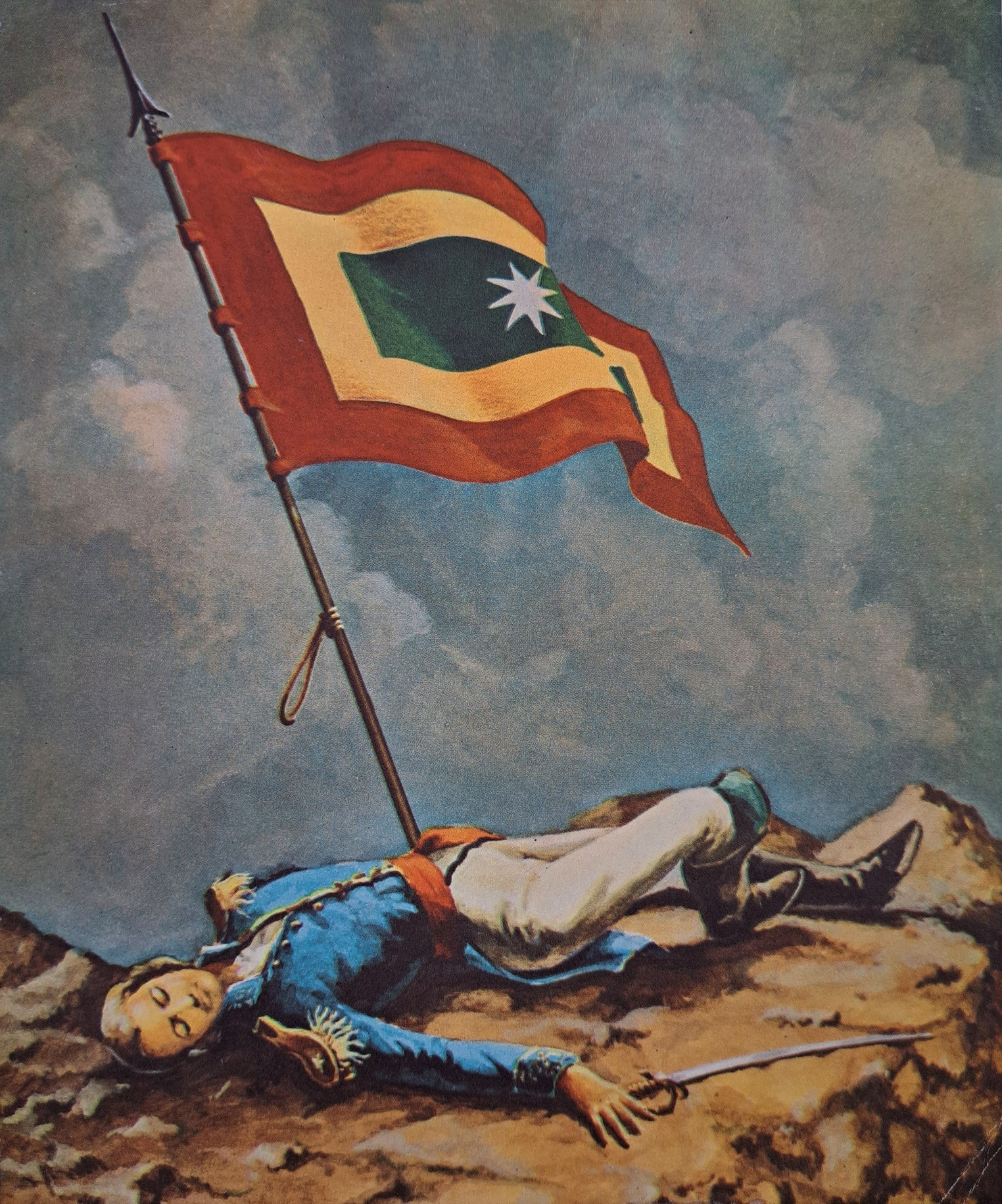
Dood van kolonel Atanasio Girardot op de top van Bárbula.

Veel historici zijn het erover eens dat de vierhoekige vlag al door Bolívar werd gebruikt tijdens de Admiraalscampagne van 1813. Dit wordt verondersteld uit het feit dat toen Bolívar eind 1812 in Cúcuta aankwam, hij de Carthaagse kolonel José María del Castillo y Rada ontmoette en omdat hun legers geen insignes hadden, stelde de kolonel voor om die van zijn thuisland te gebruiken; dit werd door Bolívar geaccepteerd en is daarom wat hij droeg tijdens zijn campagne om Venezuela te bevrijden van de Spaanse troepen. In een brief van de bevrijder aan president Rodríguez Torices, geschreven in mei 1814, staat het volgende:
Uwe Excellentie, Directeur van het lot van het vaderland in de race voor vrijheid, houdt het onder het Rijk van de wetten en laat het tegelijkertijd de externe vijanden respecteren en laat de vlag van Cartagena naar alle Amerikaanse zeeën gaan om de Spaanse vlag te grijpen".
Deze verduidelijking is nodig omdat het heel gebruikelijk is om te geloven en zelfs te schilderen dat Atanasio Girardot gewond en gewikkeld in de gele, blauwe en rode vlag valt. De verwarring is mogelijk te wijten aan het feit dat de auteurs in het algemeen niet erg expliciet zijn; ze hebben het meestal over de driekleurige vlag of de Neo-Granadische vlag. Het is wel zo dat zowel de huidige vlag van Colombia als de vlag van Cartagena driekleurig zijn.

### Vlaggen van Groot-Colombia
| Vexillologisch symbool voor een buiten gebruik gestelde vlag | Vexillologisch symbool voor een buiten gebruik gestelde vlag | Vexillologisch symbool voor een buiten gebruik gestelde vlag |

Hoewel Nieuw-Granada officieel de Carthaagse vlag als nationale vlag gebruikte, werd deze vervangen door de Miranda-vlag (die het in 1811 presenteerde) toen het zich bij Venezuela voegde om Groot-Colombia te vormen. De belangrijkste reden voor het aannemen van de Venezolaanse vlag is dat de Venezolaanse driekleur werd gedragen door de bevrijder Simón Bolívar tijdens de bevrijdingscampagne en sinds 1813 samen met de Nieuw-Granadese vlag tijdens verschillende expedities en gevechten werd gevoerd. Bolívar presenteerde de vlag vervolgens aan het Congres van de Republiek en deze werd als nationale vlag aangenomen door de Fundamentele Wet van de Republiek die op 17 december 1819 werd aangenomen en als zodanig door het Nationaal Congres op 12 juli 1821 werd bekrachtigd. Een andere reden is de gelijkenis tussen de Venezolaanse en neo-Graanse vlaggen; afgezien van de verhoudingen verschilden ze alleen in de kleur van de centrale band.
De vlaggen die tijdens de Groot-Colombiaanse periode werden gebruikt, leken op de vlaggen die momenteel door Colombia worden gebruikt, met het verschil dat het blauw lichtblauw was en de rode streep in sommige versies veel smaller was. Omdat er echter geen decreet was dat een duidelijke definitie gaf van de exacte afmetingen en kleuren die de vlag moest hebben, verschilden de bestaande modellen van elkaar.

### Vlaggen van Nieuw-Granada
Toen Groot-Colombia uiteenviel, bleven de landen die het land opvolgden dezelfde emblemen gebruiken die deze natie voorlopig had, totdat hun eigen emblemen werden afgekondigd; de wetten van 19 augustus 1830 (Ecuador), 14 oktober 1830 (Venezuela) en 17 december 1831 (Nieuw Granada) bevestigden dit. Vanwege deze continuïteit met de emblemen werden de gele, blauwe en rode kleuren in de loop der tijd bestendigd en worden ze sindsdien gebruikt in de vlaggen van Colombia, Venezuela en Ecuador.

Voorgestelde vlag voor de Republiek Nieuw-Granada.

Zo gebruikte Nieuw-Granada, nu een republiek, van 1830 tot 1834 dezelfde Grancolombiaanse kleuren. Het nationale wapen bleef hetzelfde, alleen werd het motto "Staat Nieuw-Granada" toegevoegd aan de rand om het te onderscheiden van dat van de buurlanden.
In 1833 presenteerde Dr. Alejandro Vélez aan het Congres een ontwerpvlag en wapenschild voor het land. Het eerste bestond uit verticale strepen in de kleuren die in 1815 door de Verenigde Provincies van Nieuw-Granada werden gebruikt. De strook het dichtst bij de vlaggenmast bestond uit twee vierhoeken, de bovenste rood en de onderste groen; de middelste strook was helemaal geel en de uiterste strook bestond uit twee vierhoeken, de bovenste groen en de onderste rood. Hij presenteerde ook verschillende modellen van vlaggen voor de marine en de marine van het land. Hoewel het project een groot deel van de debatten in het congres doormaakte, werd er geen wet opgesteld die zijn voorstel als nationale vlag bekrachtigde.
Op 9 mei 1834 stelde Francisco de Paula Santander, als president van de Republiek Nieuw-Granada, de kleuren en hun rangschikking op de vlag vast met de volgende parameters:
Wet 3 van 9 mei 1834

Artikel 6: De nationale kleuren van Nieuw-Granada zijn rood, blauw en geel. Ze worden op de nationale vlag verdeeld in drie verticale vakken van gelijke grootte: het vak dat zich het dichtst bij de vlaggenmast bevindt, rood; het middenvak, blauw; en het uiteinde, geel.

| Vexillologisch symbool voor een uit beschrijvingen of afbeeldingen gereconstrueerde vlag · Vexillologisch symbool voor een buiten gebruik gestelde vlag | Vexillologisch symbool voor een buiten gebruik gestelde vlag | Vexillologisch symbool voor een buiten gebruik gestelde vlag |

Deze vlag wist verschillende politieke veranderingen in het land te weerstaan, waaronder de dictatuur van generaal José María Melo in 1854, die de facto het wapenschild van de republiek veranderde en overigens ook de strijdvlag, die het wapenschild in het midden had.
De Granadijnse Confederatie behield deze kleuren en dus besloot president Mariano Ospina Rodríguez in de wet van 30 juni 1858 dat het wapen en de nationale vlag van Nieuw-Granada die van de Confederación zouden blijven. De hierboven beschreven vlag leefde nog een aantal jaren na de nieuwe politieke benaming die het land kreeg en stierf uiteindelijk in november 1861.
Tijdens het korte bestaan van de Grenadese Confederatie gebruikten de deelstaten die samen de Unie vormden dezelfde insignes als de natie, met enkele verschillen; hun vlag was dezelfde als de nationale vlag, maar met het wapenschild boven de blauwe streep en in het ovaal eromheen stond in plaats van de zilveren sterren die het aantal deelstaten symboliseerden, de naam van elke deelstaat.
Toen het land halverwege 1861 tijdelijk van naam veranderde in de Verenigde Staten van Colombia, vaardigde de toenmalige voorlopige president Tomás Cipriano de Mosquera op 26 juli van datzelfde jaar een decreet uit tot wijziging van de nationale vlag, waarin werd bepaald dat de blauwe streep van de vlag evenveel witte sterren moest dragen als er staten in de Unie waren. Het aantal punten was niet bij wet vastgelegd, maar het gebruik van vijf punten werd veralgemeend.

### Huidige vlag van Colombia
Op 20 september 1861 werd de naam van het land veranderd in de Verenigde Staten van Colombia. Alle vlaggen van de Republiek Nieuw-Granada, de Grenadische Confederatie en de Verenigde Staten van Nieuw-Granada werden op 26 november van hetzelfde jaar afgeschaft. Generaal Tomás Cipriano de Mosquera, die nog steeds voorlopig president van de Unie was, bekrachtigde het decreet van 26 november 1861 waarin hij beval dat de strepen weer horizontaal moesten zijn, met de volgende specificaties:
Decreet van 26 november 1861

Artikel 2: De kleuren van de nationale vlag van de Verenigde Staten van Colombia zijn geel, blauw en rood, verdeeld in horizontale banden, waarbij geel de helft van de nationale vlag inneemt, in het bovenste gedeelte, en de andere twee kleuren de andere helft innemen, verdeeld in gelijke banden, blauw in het midden en rood in het onderste gedeelte.

| Vexillologisch symbool voor een in gebruik zijnde vlag |

Sindsdien is de Colombiaanse nationale vlag onveranderd gebleven, met uitzondering van de afmetingen, die nooit waren vastgelegd. Resolutie 04235 van 1965 van het Ministerie van Defensie loste dit dilemma eindelijk op.
De enige vlaggen die sinds 1861 zijn gewijzigd, zijn die met het nationale wapen in het midden. Toen decreet 838 van 1889 werd uitgevaardigd, waarbij de negen sterren aan de rand van het wapen werden verwijderd en de inscriptie "Verenigde Staten van Colombia" werd veranderd in "Republiek Colombia", werden deze vlaggen aangepast om hun moderne kenmerken aan te nemen.

## Varianten

### Nationale vlag

Nationale vlag (ratio 2:3)

Deze vlag is voor gebruik door alle burgers, publieke en privé-entiteiten in hun handelingen, hij moet wettelijk permanent worden gehesen bij de hoofdingang van de gebouwen van alle publieke entiteiten, scholen en universiteiten, militaire en politiegarnizoenen, hij moet ook worden gehesen in elk huis en in publieke en privé-gebouwen tijdens nationale en gemeentelijke feestdagen.

### Handelsvlag

Handelsvlag (ratio 2:3)

De handelsvlag heeft een roodomrande blauwe ovaal met een achtpuntige witte ster. Dit is ter herinnering aan Groot-Colombia, die gebieden omvatte die vandaag de dag de staten Colombia, Venezuela, Ecuador en Panama zijn geworden, evenals delen van Costa Rica, Peru, Brazilië en Guyana. Deze vlag wordt gebruikt door Colombiaanse handelsschepen en burgervliegtuigen, evenals door ambassades, legaten en consulaten in het buitenland, die de vlag op een zichtbare plaats moeten voeren. De handelsvlag werd geïntroduceerd op 8 mei 1890.

### Marinevlag

Marinevlag (ratio 2:3)

De marinevlag heeft het nationale wapen op een witte schijf in het midden van de vlag. De vlag duidt op het bestaan van een staat van oorlog of het lidmaatschap van een militaire instelling aangeeft. De vlag werd ingevoerd op 12 november 1932.

## Constructie van de vlaggen
| Vexillologisch symbool voor een nationale vlag te land en dienstvlag te rzee | Vexillologisch symbool voor een handelsvlag | Vexillologisch symbool voor een militaire vlag ter zee |